# Тіссемсілт (вілаєт)
Тіссемсілт (араб. ولاية تسمسيلت‎‎) — вілаєт Алжиру. Адміністративний центр — м. Тіссемсілт. Площа — 3 152 км². Населення — 296 366 осіб (2008).

## Географічне положення
На півночі межує з вілаєтами Шлеф та Айн-Дефля, на сході — з вілаєтом Медея, на півдні — з вілаєтом Тіарет, на заході — з вілаєтом Релізан.
Розташований в Атлаських горах. У вілаєті знаходиться національний парк Танієт-ель-Хад

## Адміністративний поділ
Поділяється на 8 округів та 22 муніципалітети.
| Алжир | Це незавершена стаття з географії Алжиру. Ви можете допомогти проєкту, виправивши або дописавши її. |